# Lovisa Åhrberg
Maria Lovisa Åhrberg o Årberg (Uppsala, Suècia, 17 de maig de 1801 - Estocolm, Suècia, 26 de març de 1881) fou una metgessa i cirurgiana sueca. Practicà cirurgia legalment molt abans que fos permès formalment a les dones estudiar medicina a la universitat el 1870.

## Biografia

### Joventut
Åhrberg nasqué a Uppsala filla de Britta Maria Upgren, remeiera (klok gumma), i d'Erik Årberg, que treballava a la Universitat d'Uppsala. A principis del segle xix les infermeres consistien merament en ajudants sense educació per assistir als metges. La seva àvia ja havia fet de remeiera i de cuidadora, aptituds que Åhrberg heretà i enfortí treballant amb ambdues tenint cura dels malalts. Acompanyant la seva mare a hospitals i visites a cases de gent malalta fou educada informalment en medicina per observació.
Quan fou prou gran es traslladà a Estocolm, on treballà de minyona tot i que encara era requerida de tant en tant per coneguts a Uppsala i per a fer cures en ferides i altres malalties. La seva reputació incrementà fins al punt que el 1840 va deixar la feina de minyona i passà a dedicar-se a temps complet per a practicar medicina en la seva pròpia consulta. Inicialment la clientela consistia en gent sense recursos però a mesura que va passar el temps gent adinerada començà a demanar els seus serveis.

### Acusacions de pràctiques fraudulentes
Tot i que Åhrberg practicava a la seva pròpia clínica i era una metgessa popular, no tenia llicència per exercir com a tal. El seu entrenament i coneixements, tot i que aparentment suficients, no tenien cap rerefons formal ni estudis que li donessin suport. No hauria estat possible que fos d'una altra manera, ja que les dones tenien barrat l'accés universitari a la carrera de medicina i no va ser fins que Åhrberg era gran que això va canviar.
A diferència de Kisamor, remeiera popular que tenia una llarga carrera al camp per tal de donar crèdit de si mateixa, Åhrberg va topar amb l'oposició de molts homes metges quan començà a donar-se a conèixer com a metgessa a la ciutat. A causa d'aquest ressentiment, es van presentar càrrecs formals i fou investigada detalladament per les autoritats per frau mèdic.
En el curs de la investigació, Åhrberg demostrà tenir suficient coneixement mèdic per la pràctica que duia a terme i va ser absolta de tots els càrrecs de frau. Així doncs, les autoritats li van donar permís per practicar medicina tot i que aquesta professió estava formalment prohibida per les dones. Un motiu addicional per la seva absolució fou que principalment era activa com a cirurgiana i que l'ajuda mèdica que oferia als seus pacients eren majoritàriament remeis naturals d'herbes. Un cas similar al d'Åhrberg fou el d'Amalia Assur, dentista a la qual també li concediren un permís tot i la prohibició.

### Reconeixement i jubilació
El 12 de maig de 1852 li fou concedida la Medalla de Sa Majestat el Rei de Suècia pel rei Òscar I de Suècia al servei ciutadà, reconeixement que es reflectí en la societat com la legitimació definitiva a la seva feina com a metgessa.
Fins al 1871 continuà la seva pràctica, any en què desenvolupà ceguesa i hagué d'abandonar. Va viure còmodament els seus últims anys de vida gràcies a la clínica que havia portat a terme i deixà una fortuna en traspassar. Åhrberg només tingué un aprenent en tota la seva vida, a la que s'hi referia com a "metgessa Henricsson", que treballà al Serafimerlasarettet, el primer hospital modern de tota Suècia, abans d'obrir la seva pròpia pràctica el 1865. Igual que Åhrberg, la professió d'infermera no existia en aquell moment i tingué dificultats també en la seva carrera similars a les que va patir la seva tutora.
Åhrberg morí a casa seva, al carrer Smålandsgatan 11 d'Estocolm, per hemorràgia cerebral a l'edat de setanta-nou anys.